# ФК Миньор Кипровец (Чипровци)
ФК „Миньор Кипровец“ е футболен клуб от Чипровци, област Монтана, България. През сезон 2022/23 клубът се състезава в новосформирната Лига Монтана.

## История
Клубът е създаден през 1948 г. Дълги години отборът е сред най-успешните в Северозападна България. Най-силният му период е през 1969 – 1970 г., когато печели промоция за тогавашната Б група. До 1995 г. отборът е редовен участник в третото ниво на футбола в страната.
През XXI век отборът играе в областната група на Монтана. Последните 6 – 7 години са сред най-силните за отбора, който е неизменно сред топ 5. От 2014 г. клубът разполага с нов модерен спортен комплекс.
През 2022 г., с част от изключените от БФС отбори, сформират нова лига, наречена Лига Монтана. Там клубът се състезава с името Торлак (Чипровци).

## Футболисти
Сред изявените футболисти на „Миньор“, играли на високо ниво, са следните играчи:
- Петко Петков през 1970-те години играе за „Ботев“ (Враца) в А група;
- Камен Каменов, играл за „Ботев“ (Пловдив);
- Анатоли Миланов през 1990-те години е играл за „Миньор“ (Бобов дол), „Бдин“ (Видин), „Монтана“, „Ком“ (Берковица) и др.;
- Георги Владимиров, макар и да не играе като юноша за „Миньор“, е защитавал „Славия“ (София), „Черно море“ (Варна), „Ботев“ (Пловдив), станал е шампион на Азербайджан с „Интер“ (Баку);

## Сезони
| Сезон   | Име                        | Група              | Място |
| ------- | -------------------------- | ------------------ | ----- |
| 1963/64 | Миньор (Чипровци)          | А ОФГ Михайловград | 1     |
| 2008/09 | Кипровец (Чипровци)        | „А“ ОГ Монтана     | 10    |
| 2009/10 | Кипровец (Чипровци)        | „А“ ОГ Монтана     | 12    |
| 2012/13 | Кипровец (Чипровци)        | „А“ ОГ Монтана     | 11    |
| 2013/14 | Кипровец (Чипровци)        | „А“ ОГ Монтана     | 9     |
| 2014/15 | Кипровец (Чипровци)        | „А“ ОГ Монтана     | 12    |
| 2015/16 | Кипровец (Чипровци)        | „А“ ОГ Монтана     | 4     |
| 2016/17 | Миньор Кипровец (Чипровци) | „А“ ОГ Монтана     | 5     |
| 2017/18 | Миньор Кипровец (Чипровци) | „А“ ОГ Монтана     | 6     |
| 2018/19 | Миньор Кипровец (Чипровци) | „А“ ОГ Монтана     | 5     |
| 2019/20 | Миньор Кипровец (Чипровци) | „А“ ОГ Монтана     | 5*    |
| 2020/21 | Миньор Кипровец (Чипровци) | „А“ ОГ Монтана     | 4     |
| 2021/22 | Миньор Кипровец (Чипровци) | „А“ ОГ Монтана     | 4     |
| 2022/23 | Торлак (Чипровци)          | Лига Монтана       | 2     |

(*) Сезонът не завършва.